# Accident d'un Iliouchine Il-76 algérien en 2018
Le crash d'Iliouchine Il-76 des Forces aériennes algériennes s'est déroulé le 11 avril 2018 aux environs de 06h50 (TU). Un Iliouchine Il-76TD appartenant au 347e escadron de transport stratégique des Forces aériennes algériennes s'est écrasé peu après son décollage près de la base aérienne de Boufarik, au sud d'Alger.
Il n’y a aucun survivant parmi les 257 passagers et membres d'équipage,,, de cet avion militaire de transport. C'est l'accident aérien le plus meurtrier en Algérie et le quatrième plus meurtrier dans le monde depuis vingt ans.

## Déroulement des faits
Un Iliouchine Il-76TD appartenant au 347e escadron de transport stratégique des Forces aériennes algériennes qui en exploite un total alors de 18 dont 9 de cette version, immatriculé 7T-WIV, ayant le numéro de série 1043419636 et ayant effectué son premier vol en 1994, s'est écrasé peu après son décollage de la base aérienne de Boufarik, à une trentaine de kilomètres au sud d'Alger.
« Après le décollage, alors que l'avion était à environ 150 mètres d'altitude, j'ai vu du feu sur une des ailes. Le pilote a réussi à éviter la route », a raconté un témoin à la chaîne de télévision privée Ennahar TV.
La chaîne Ennahar TV a déclaré que 26 des victimes étaient des Sahraouis, sans préciser s’ils appartenaient au Front Polisario.
L'accident survenu ce jour-là en Algérie, serait le second accident le plus meurtrier connu avec un Iliouchine Il-76, après celui du 19 février 2003 en Iran : 275 gardiens de la Révolution avaient péri dans le crash de leur appareil près de Kerman.
L'Iliouchine Il-76 a connu jusque-là de nombreux accidents. À partir des données de l’Aviation Safety Network, on estime alors que 80 appareils ont connu de très graves incidents (avion irrécupérable), soit 8,33 % des appareils produits. Ces 80 incidents graves, en incluant l’accident du 11 avril 2018, ont fait un total de 1 176 morts.

## Enquête
Sous réserve de l'enquête officielle : d'après les témoins de l'accident, l'aile gauche de l'appareil était en feu avant le crash. Il est, par conséquent, probable qu'un moteur ait pris feu, a priori, en raison d'une collision avec un oiseau. Il semble que l'incendie provoqué par cette collision aurait pu occasionner la rupture et/ou un dysfonctionnement des circuits d'alimentation en carburant distribuant tous les autres moteurs de l'avion. Cela pourrait expliquer la perte de puissance généralisée de l'IL76 conduisant ce dernier à un décrochage par perte de portance.

## Réaction
Abdelaziz Bouteflika, le président algérien, a décrété un deuil national de 3 jours. « Les soldats qui ont péri dans le crash sont des martyrs du devoir. ». Le vendredi sera consacré « au recueillement à leur mémoire » dans tout le pays et dans toutes les mosquées. Le président de la Russie Vladimir Poutine, a adressé un message de condoléances au président algérien, et a fait part de sa compassion pour les familles et les proches des victimes et les a assurés de son soutien.